# Юксом
Юксом або Юксум (англ. Yuksom) — невеличке селище в Західному Сіккімі на висоті 1780 м над рівнем моря, що було першою столицею незалежної Сіккімської держави.
Місто стало столицею, коли 1642 року (за даними деяких істориків — 1649 року) тут була проведена коронація першого чоґ'яла (монарха) Сіккіма Пунцоґа Намґ'яла. Його коронували три лами, що прийшли з різних частин країни, Латсунґ Чемпо, Семпа Чемпо і Ріґцінґ Чемпо. Територія нової держави значно перевищувала територію сучасного Сіккіму. Син Пунцоґа Намґ'яла, другий чоґ'ял Тенсунґ Намґ'ял 1670 року переніс столицю до Рабденце, від якої залишилися руїни на північ від Пеллінґа.
Вже після перенесення столиці третій чоґ'ял П'ядор Намґ'ял заснував в Юксомі монастир Дубді-Ґомпа, який вважається найстарішим в Сіккімі і діє досі.
Нині Юксом популярний серед любителів треккінгу: тут починаються треккінгові марштрути на перевали Цхока (Tshoka), Дзонґрі (Dzongri) і Гоча Ла (Goecha La), звідки відкривається прекрасний вигляд на гору Канченджанґа.